# Karbivka, Haisîn
Karbivka (în ucraineană Карбівка) este localitatea de reședință a comunei Karbivka din raionul Haisîn, regiunea Vinnița, Ucraina.

## Demografie
Componența lingvistică a localității Karbivka
     Ucraineană (98,73%)
     Alte limbi (1,27%)
Conform recensământului din 2001, majoritatea populației localității Karbivka era vorbitoare de ucraineană (98,73%), existând în minoritate și vorbitori de alte limbi.